# Reprezentacja Vanuatu w piłce nożnej mężczyzn
Reprezentacja Vanuatu w piłce nożnej członkiem FIFA jest od 1988, ale swe mecze rozgrywała już trzydzieści lat wcześniej (do chwili uzyskania niepodległości w 1980 jako reprezentacja Nowych Hebrydów). W Pucharze Narodów Oceanii czterokrotnie zajmowała czwarte miejsce, do Mistrzostw Świata nie zdołała się jak dotąd zakwalifikować.
Obecnym selekcjonerem kadry Vanuatu jest Moise Poida.

## Eliminacje doMistrzostw Świata 2014

### Grupa A
| Miejsce | Drużyna        | Mecze | Punkty | Zwyc. | Rem. | Por. | Bramki |
| ------- | -------------- | ----- | ------ | ----- | ---- | ---- | ------ |
| 1       | Tahiti         | 3     | 9      | 3     | 0    | 0    | 18-5   |
| 2       | Nowa Kaledonia | 3     | 6      | 2     | 0    | 1    | 17-6   |
| 3       | Vanuatu        | 3     | 3      | 1     | 0    | 2    | 8-9    |
| 4       | Samoa          | 3     | 0      | 0     | 0    | 3    | 1-24   |

## Udział wMistrzostwach Świata
- 1930 – 1978 – Nie brało udziału (było kolonią brytyjsko-francuską)
- 1982 – 1990 – Nie brało udziału
- 1994 – 2026 – Nie zakwalifikowało się

## Udział wPucharze Narodów Oceanii
- 1973 – IV miejsce
- 1980 – Faza grupowa (jako Nowe Hebrydy)
- 1996 – Nie zakwalifikowało się
- 1998 – Faza grupowa
- 2000 – IV miejsce
- 2002 – IV miejsce
- 2004 – Druga faza grupowa
- 2008 – IV miejsce
- 2012 – Faza grupowa
- 2016 – Faza grupowa
- 2020 – Turniej nie odbył się
- 2024 – II miejsce